# Eike Schönfeld
Eike Schönfeld (* 3. April 1949 in Rheinsberg) ist ein deutscher Germanist, Anglist, Volkskundler, Übersetzer und Autor.

## Leben
Eike Schönfeld wurde im Jahre 1949 im brandenburgischen Rheinsberg
geboren. Er studierte in Freiburg im Breisgau Germanistik, Anglistik und Volkskunde. Sein Anglistikstudium führte ihn während der 1980er Jahre nach England, wo er als Barkeeper sein Studium finanzierte. Er wurde über Oscar Wilde promoviert.
1982 bewarb er sich erfolgreich beim Europäischen Übersetzer-Kollegium, EÜK, in Straelen, für das er vier Jahre lang tätig war. Als freier Übersetzer war Eike Schönfeld seit 1986 lange in Hamburg wohnhaft. Schönfeld ist Mitglied im Verband deutscher Schriftsteller sowie in dessen „Bundessparte Übersetzer“, dem Verband deutschsprachiger Übersetzer literarischer und wissenschaftlicher Werke, VdÜ, für den er häufig Veranstaltungen durchführte.
Während seiner 25-jährigen Übersetzertätigkeit übersetzte Schönfeld unter anderem Werke und Briefe von Martin Amis, Sherwood Anderson, Nicholson Baker, J. G. Ballard, Saul Bellow, Jerome Charyn, Joseph Conrad, Charles Darwin, Jeffrey Eugenides, Henry Fielding, Jonathan Franzen, Jack London, Katherine Mansfield, Steven Millhauser, Vladimir Nabokov, Sylvia Plath, J. D. Salinger, George Orwell, Susan Sontag, Dylan Thomas, Oscar Wilde, Sloan Wilson und  Richard Yates.
Als „einer der sprachwitzigsten, tonsichersten und fleißigsten Übersetzer aus dem Amerikanischen ins Deutsche“ wurde er in der Jurybegründung zum Preis der Leipziger Buchmesse bezeichnet. Werner von Koppenfels und Antje Rávik Strubel äußerten sich bei ähnlichen Anlässen über Eike Schönfeld.
Schönfeld lebt in Paris.

## Preise
- 1997: Hamburger Förderpreis für Literatur und literarische Übersetzungen
- 2004: Heinrich Maria Ledig-Rowohlt-Preis[3]
- 2008: Barthold-Heinrich-Brockes-Stipendium des Deutschen Übersetzerfonds
- 2009: Preis der Leipziger Buchmesse (Kategorie: Übersetzung, für die Übersetzung von Saul Bellow: Humboldts Vermächtnis, Kiepenheuer und Witsch)[4]
- 2013: Christoph-Martin-Wieland-Übersetzerpreis[5]
- 2014: Calwer Hermann-Hesse-Preis, zusammen mit Nicholson Baker[6]

## Werke (außer Übersetzungen)
- Der deformierte Dandy –  Oscar Wilde im Zerrspiegel der Parodie. Peter Lang, Bern u. a., 1986, ISBN 978-3-8204-8377-2.
- Alles easy – Ein Wörterbuch des Neudeutschen, C.H. Beck’sche Verlagsbuchhandlung, München 1995, ISBN 3-406-39226-1.
- Straelen, die Anfänge, in: Souveräne Brückenbauer. 60 Jahre Verband der Literaturübersetzer. Hg. Helga Pfetsch. Sonderheft von Sprache im technischen Zeitalter, SpritZ, Hg. Thomas Geiger u. a. Böhlau, Köln 2014 ISBN 978-3-412-22284-0 ISSN 0038-8475 S. 197–201
- Nachrufe auf Klaus Birkenhauer, in Übersetzen, Zs. des VdÜ, Sonderbeilage zu H. 1, 2001. Einen der Gründer des EÜK würdigen hier außer Schönfeld Claus Sprick, Inge von Weidenbaum, Christa Schuenke, Helmut Frielinghaus und weitere.-- Zugang über das Heftarchiv: In linker Spalte aufzurufen
- Wie Darwin wirklich schrieb – und was wir lesen, Die Welt, Literatur, 27. November 2018 online